# Sunnanåviken
Sunnanåviken är en vik i Finland. Den ligger i kommunen Kimitoön i landskapet Egentliga Finland, i den södra delen av landet, 140 km väster om huvudstaden Helsingfors.
Sunnanåviken skiljs från Bodholms fjärden i söder av Bodholmen. Den ansluter i väster till Bergholms fjärden och i den östra änden utmynnar ån Sunnanå som avvattnar Björkboda träsk.